# Zeta Cassiopeiae
Zeta Cassiopeiae (ζ Cas / 17 Cassiopeiae / HD 3360 / HR 153) es una estrella en la constelación de Casiopea de magnitud aparente +3,67.
Se encuentra aproximadamente a 600 años luz del sistema solar.
Zeta Cassiopeiae es una estrella azul caliente con una temperatura de 21.000 K.
Aunque catalogada como subgigante de tipo espectral B2 IV, puede ser una estrella todavía en la secuencia principal con una edad de 25 millones de años.
Es una estrella masiva con una masa de 9 masas solares, en el límite entre las estrellas que finalizan su vida como enanas blancas masivas y aquellas otras que, superando este límite, explotan como supernovas.
Tiene un diámetro 6,1 veces mayor que el del Sol y brilla con una luminosidad 6400 veces superior a la luminosidad solar, incluyendo una importante cantidad de radiación emitida como luz ultravioleta.
Zeta Cassiopeiae experimenta ligeras fluctuaciones en su brillo de 0,005 magnitudes a lo largo de un período de 1,56 días.
Está clasificada como variable pulsante lenta (SPB) —versión fría y tenue de las variables Beta Cephei—, cuyo prototipo es 53 Persei.
Es la primera dentro de esta clase en donde se ha encontrado un campo magnético; variaciones en el viento estelar, modulado por dicho campo magnético, han permitido calcular su período de rotación —5,37 días—, que corresponde a una velocidad de rotación de 56 km/s, baja para una estrella de sus características.